# Карнеги (Пенсилванија)
Карнеги (енгл. Carnegie) град је у америчкој савезној држави Пенсилванија.

## Демографија
По попису из 2010. године број становника је 7.972, што је 417 (-5,0%) становника мање него 2000. године.
| Група             | 2000.         | 2010.         |
| Белци             | 7.605 (90,7%) | 6.909 (86,7%) |
| Афроамериканци    | 467 (5,6%)    | 589 (7,4%)    |
| Азијати           | 103 (1,2%)    | 129 (1,6%)    |
| Хиспаноамериканци | 83 (1,0%)     | 130 (1,6%)    |
| Укупно            | 8.389         | 7.972         |